# Maja-Nebel
Der Maja-Nebel ist ein galaktischer Nebel im Sternbild Stier im Bereich der Plejaden und wird im New General Catalogue als NGC 1432 geführt. Im Lynds’ Catalogue of Bright Nebulae trägt er die Bezeichnung LBN 771. Entdeckt wurde der Nebel am 16. November 1885 von den französischen Gebrüdern Paul und Prosper Henry. Der Nebel ist 359 Lichtjahre von der Erde entfernt und hat einen Durchmesser von circa 1,5 Lichtjahren. Er wird vom gleichnamigen Stern erleuchtet.